# Músculo recto abdominal
El músculo recto del abdomen o músculo recto abdominal ([TA]: musculus rectus abdominis) forma parte de la pared abdominal y se encuentra por fuera de la línea media del abdomen de los seres humanos y de otros animales. Es un músculo par, largo y aplanado, interrumpido por tres o cuatro intersecciones aponeuróticas o tendinosas dividido medialmente por una banda de tejido conjuntivo llamada línea alba, superior a la línea arqueada, y está contenido en la vaina de los rectos.
Se extiende desde la línea media del pubis hasta el borde inferior de la caja torácica y la apófisis xifoides. Se inserta por medio de un tendón aplanado y corto, el cual tiene dos haces musculares, externo e interno, que están separados por la línea alba. Se extiende desde la sínfisis púbica hasta el apéndice xifoides (extremo inferior del esternón) y los cartílagos adyacentes (quinta, sexta y séptima costillas). 
Está inervado en la parte superior por los seis últimos nervios intercostales y en la parte inferior por una rama del nervio abdominogenital.
El músculo recto se encuentra cruzado por bandas fibrosas, aponeuróticas, en general en número de tres, ubicadas por encima del ombligo, llamadas metámeras.

## Función
Es un importante músculo postural y un potente flexor de la columna vertebral, teniendo su contracción importantes implicaciones fisiológicas (parto, defecación,...), aunque realmente otras funciones las desempeña el músculo transverso del abdomen, concretamente el vaciado abdominal, contribuyendo a la micción y a la defecación. Además, mantiene las vísceras abdominales en su sitio.
Interviene en la función respiratoria de la respiración cuando se contrae por partes; su tono limita la inspiración máxima.
El músculo recto abdominal también flexiona el tronco. Produce flexión de la columna vertebral por medio de las costillas. Su contracción unilateral produce inclinación ipsilateral del tronco (hacia el mismo lado).
Músculo par, a cada lado de la línea media, que forma la cara abdominal anterior. Cubierto por una robusta fascia anterior que multiplica su tensión. Es un músculo muy específico del ser humano.

## Localización
El recto del abdomen es un músculo liso y largo, que se extiende a lo largo de toda la parte frontal del abdomen, y está separado de su compañero del otro lado por la línea blanca (o línea alba).
Se origina, por abajo, arriba del ángulo del pubis; por arriba, en los bordes inferiores de las costillas V-VII.
Es mucho más amplio y más fino en la parte superior que en la inferior, y se fija por dos tendones:
- Lateral o más se adjunta a la cresta del pubis.
- Entrelazan los medios de comunicación con sus colegas del lado opuesto, y está conectado con los ligamentos que cubren la parte frontal de la sínfisis púbica.

El músculo se inserta por tres porciones de tamaño desigual en los cartílagos de la quinta, sexta y séptima costillas.
La parte superior atribuye principalmente al cartílago de la quinta costilla; por lo general, tiene algunas fibras de inserción en la parte anterior extremo de la costilla.
Algunas fibras se relacionan ocasionalmente con los ligamentos costoxifoideos y con el lado del proceso xifoideo.

## Irrigación
El recto del abdomen tiene varias fuentes de suministro de sangre arterial. En términos de cirugía reconstructiva, tiene un patrón vascular de tipo III, según la clasificación de Mathes y Nahai, con dos pedículos dominantes. Por una parte, la arteria y vena/s epigástricas inferiores se disponen superiormente a la superficie posterior del recto del abdomen, entra a la fascia del recto por la línea arqueada e irriga la parte inferior del músculo. Por otra parte, la arteria epigástrica superior, una rama terminal de la arteria torácica interna, irriga la parte superior. Finalmente, también se incluyen numerosas contribuciones segmentarias de las seis arterias intercostales inferiores.

## Imágenes adicionales

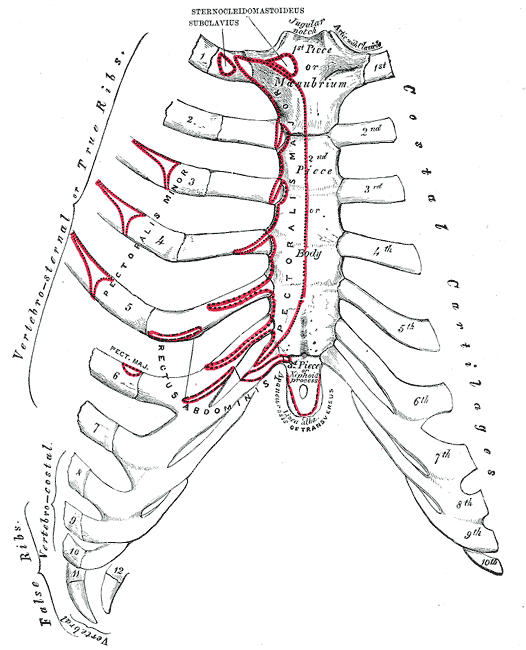
Superficie anterior del esternón y cartílagos costales
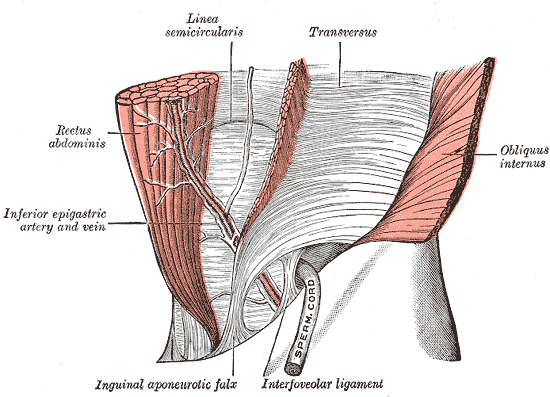
El ligamento interfoveolar o de Hesselbach (vista anterior)
Diagrama de la vaina de los rectos
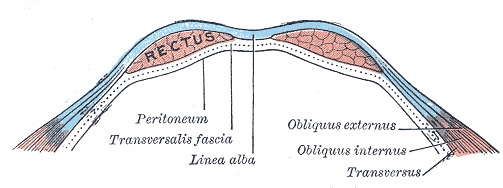
Diagrama de la sección transversa a través de la pared abdominal anterior, bajo la línea semicircular.
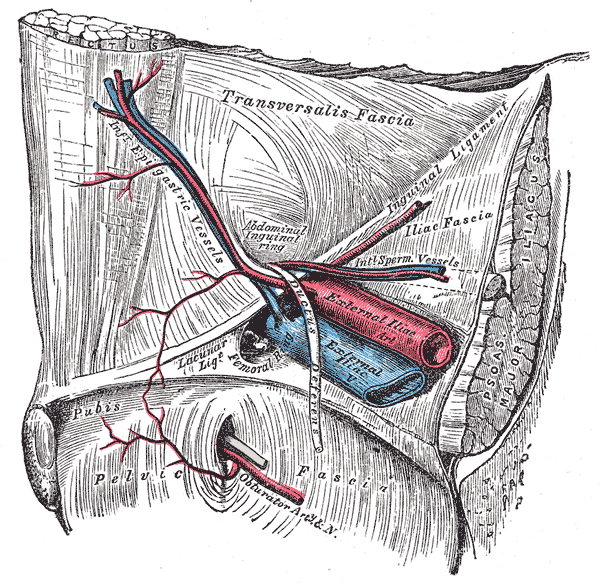
Relación entre los anillos abdominales y femorales, vistos desde el abdomen. Lado derecho.
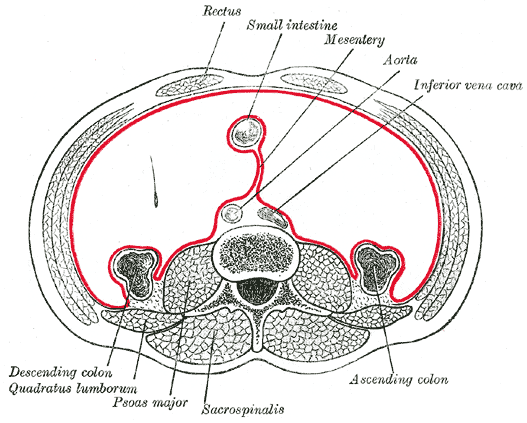
Disposición horizontal del peritoneo, en la parte inferior del abdomen.
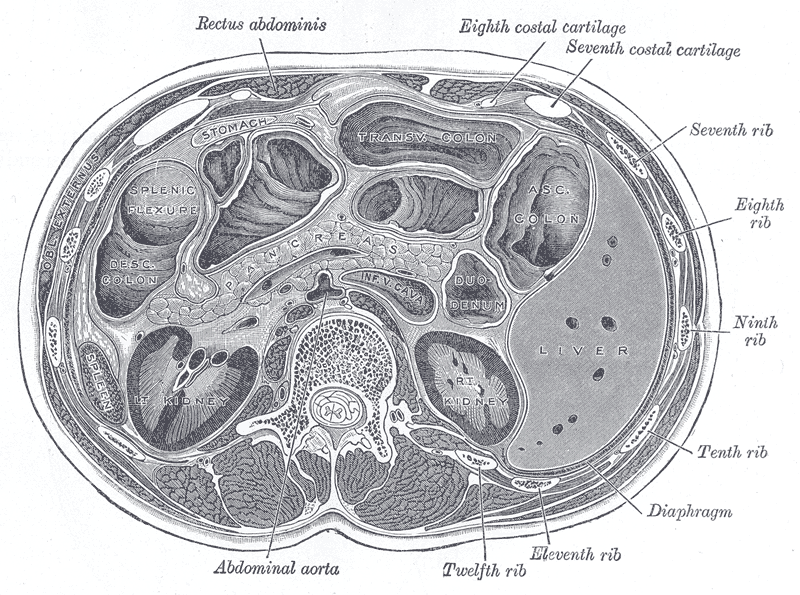
Sección transversa a través de la mitad de la primera vértebra lumbar, que muestra la relación del páncreas.
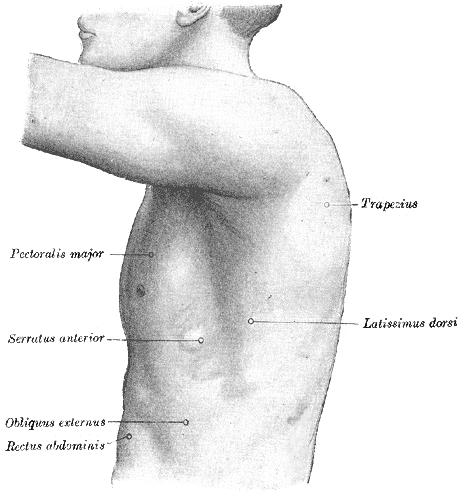
Lado izquierdo del tórax
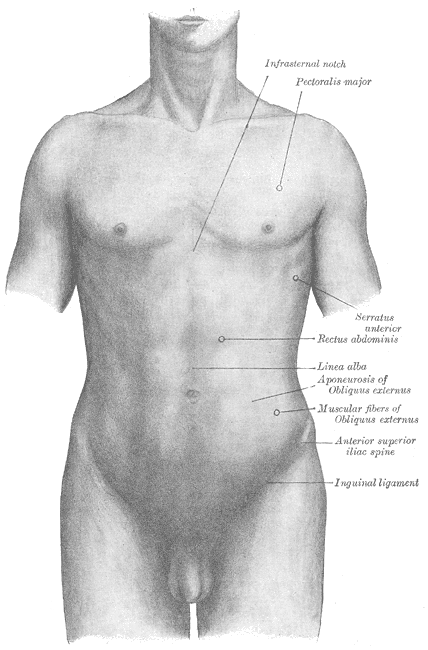
Anatomía de la superficie anterior del tórax y el abdomen
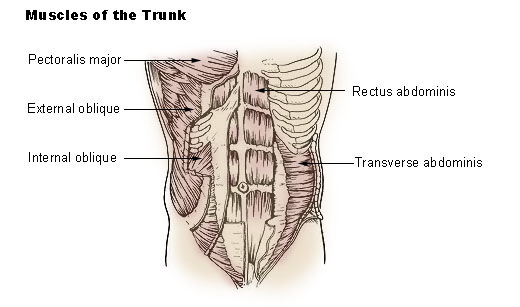
Músculos del tronco